# Selliá (Réthymnon)
Ne doit pas être confondu avec Selliá (La Canée).
Selliá, en grec moderne : Σελλιά, est un village du dème d'Ágios Vasílios, de l'ancienne municipalité de Foínikas, dans le district régional de Réthymnon, en Crète, en Grèce. Selon le recensement de 2011, la population de Selliá compte 316 habitants. Le village est situé à une distance de 35 km de Réthymnon et à une altitude de 280 mètres.

## Histoire
Des vestiges archéologiques découverts à Selliá appartiennent probablement à la ville antique d'Apollonia (en).
Le village est mentionné par Francesco Barozzi, en 1577, sous le nom de Seglia faisant partie de la province d'Ágios Vasílios (Saint-Basile). Dans le recensement vénitien de 1583, par Pietro Castrofilaca, il est mentionné en tant que Seglia avec 209 habitants. 
Pendant les années vénitiennes, la  famille Papadopoulos, de Sfakiá, a vécu à Selliá ; avec leur père ils mènent des raids pour commettre des vols dans d'autres régions de Crète, comme à Messará, mais aussi les régions entières de La Canée et Réthymnon. Les attaques sont si violentes que le prédicteur général crétois Marino Cavalli a dû signaler l'affaire au Sénat de Venise.
Dans le recensement ottoman de 1659, qui a eu lieu immédiatement après la conquête ottomane de la Crète, 55 maisons sont comptées dans le village. Aucun Turc ne s'est installé dans le village. Pendant la révolte crétoise de 1866-1869, Mehmet Rechid Pacha essaie de brûler le village, mais est arrêté et vaincu à Haroupidi, le 17 juillet 1867. En 1868, Selliá est le siège de l'Assemblée révolutionnaire.
Lors du recensement de 1881, Selliá fait partie de la commune de Foínikas et a une population purement chrétienne de 500 habitants. Au recensement de 1900, la localité compte 499 habitants.

## Source de la traduction
- (el) Cet article est partiellement ou en totalité issu de l’article de Wikipédia en grec moderne intitulé « Σελλιά Ρεθύμνου » (voir la liste des auteurs).